# Граборенко, Роман Андреевич
Рома́н Андре́евич Граборе́нко (бел. Раман Грабарэнка; 24 августа 1992, Могилёв, Беларусь) — белорусский хоккеист, защитник.

## Карьера
17 октября 2017 года перешёл в китайский «Куньлунь Ред Стар».

## Статистика

### В сборной
| Год                        | Команда                    | Соревнование               | Место                      |    | Игр | Голы | Ассист. | Очки | Штр. |
| -------------------------- | -------------------------- | -------------------------- | -------------------------- | -- | --- | ---- | ------- | ---- | ---- |
| 2008                       | Беларусь (до 18)           | ЧМ U-18                    | 9                          | 6  | 0   | 0    | 0       | 2    |      |
| 2009                       | Беларусь (до 18)           | Д-1 U-18                   | 11                         | 5  | 0   | 0    | 0       | 4    |      |
| 2012                       | Беларусь (до 18)           | Д-1 U-18                   | 13                         | 5  | 2   | 2    | 4       | 2    |      |
| 2012                       | Беларусь                   | ЧМ                         | 14                         | 7  | 0   | 1    | 1       | 0    |      |
| 2013                       | Беларусь                   | ЧМ                         | 14                         | 7  | 1   | 0    | 1       | 2    |      |
| 2014                       | Беларусь                   | ЧМ                         | 7                          | 8  | 0   | 2    | 2       | 2    |      |
| Итого за юниорскую сборную | Итого за юниорскую сборную | Итого за юниорскую сборную | Итого за юниорскую сборную | 16 | 2   | 2    | 4       | 8    |      |
| Итого за сборную           | Итого за сборную           | Итого за сборную           | Итого за сборную           | 22 | 1   | 3    | 4       | 4    |      |